# Tschetschenen in der Türkei

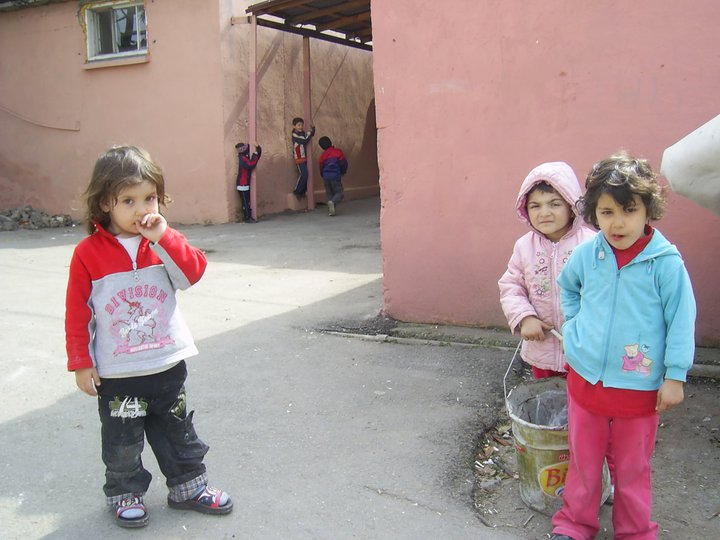
Tschetschenische Kinder im Flüchtlingslager von Istanbul

Die Tschetschenen in der Türkei (tschetsch. und inguschisch Туркойчура нохчий / Turcer noxçiy, türkisch Türkiye Çeçenleri) stellen mit etwa 70.000 Personen eine der kleineren ethnischen Minderheiten in der Türkei dar. Zu den Tschetschenen wird in der Türkei auch die eng verwandte Ethnie der Inguschen gezählt. Tschetschenen sind ein eingewandertes Kaukasusvolk; die große Mehrheit spricht Tschetschenisch und Inguschisch als Muttersprache. Tschetschenen in der Türkei sind hauptsächlich Muslime.

## Geschichte
Tschetschenen kamen wie Osseten und Tscherkessen nach dem Kaukasuskrieg 1817–1864 und dem Russisch-Türkischen Krieg 1877–1878 als Flüchtlinge aus dem Nordkaukasus ins Osmanische Reich.
Während des Zweiten Tschetschenienkriegs 1999–2009 kamen weitere Tausende tschetschenische Flüchtlinge in die Türkei. Diese Flüchtlinge wurden in Flüchtlingslagern in Istanbul und Yalova untergebracht. Heute leben etwa 1.000 tschetschenische Flüchtlinge in der Türkei, davon 700 in diesen Flüchtlingslagern.

## Siedlungsgebiet
Tschetschenen leben verstreut in der gesamten Türkei und hauptsächlich in einigen Dörfern in den Provinzen Adana, Kahramanmaraş, Kars, Muş, Sivas und Yozgat sowie je einem Dorf in Çanakkale und Kayseri. Dazu kommt die Diasporagemeinde in der Metropole Istanbul und anderen türkischen Großstädten.

## Bekannte Tschetschenen
- Ramazan Şahin – türkischer Freistilringer